# 마카레나 올로나 초클란

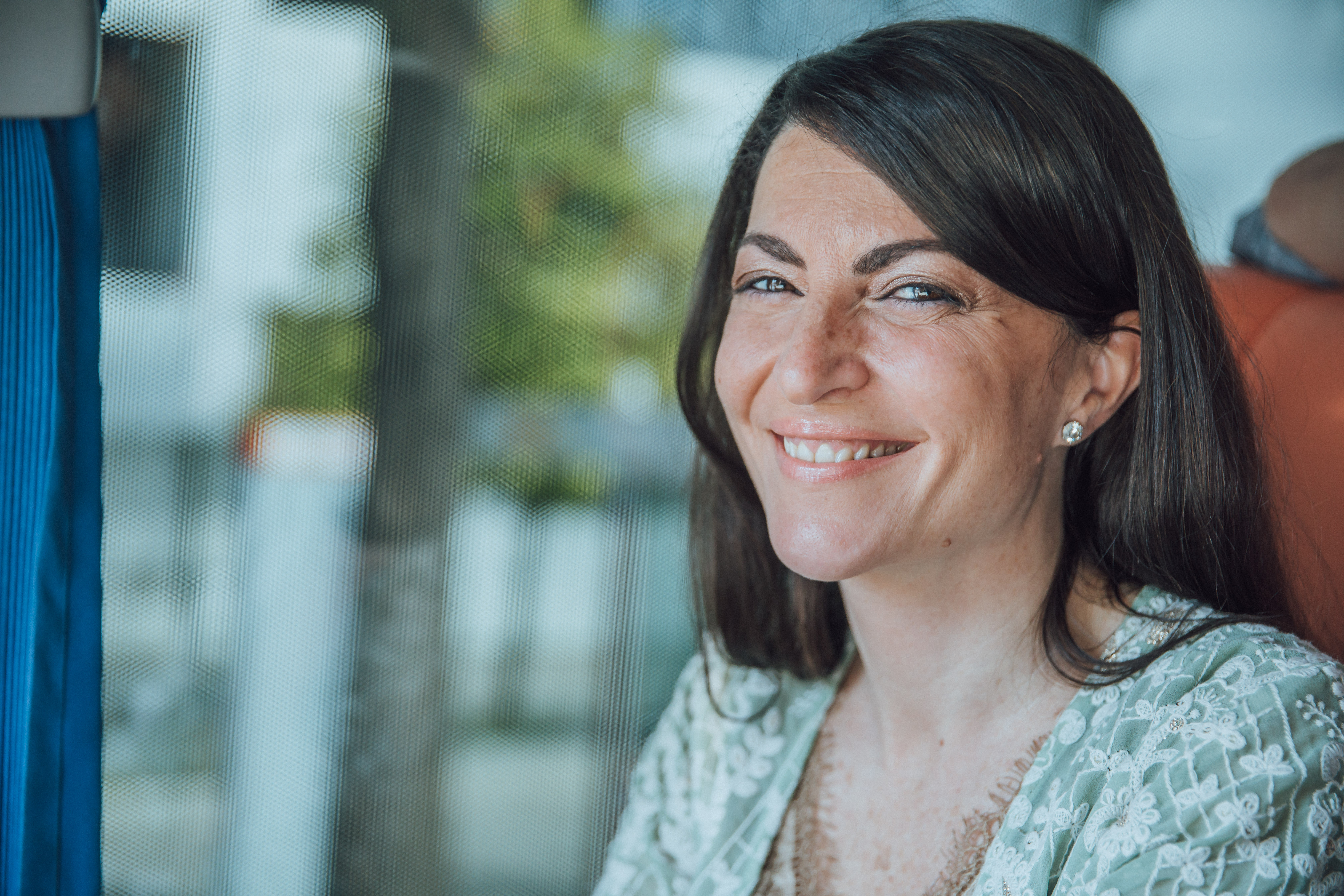

마카레나 올로나 초클란(스페인어: Macarena Olona Choclán, 1979년 5월 14일 ~ )는 스페인의 정치인이자 변호사이다. 2019년부터 Vox 소속이다.
2020년 3월 12일, 코로나바이러스감염증-19에 감염된 것으로 확인되었다.